# Nae'Qwan Tomlin
Nae'Qwan Tomlin, född 10 december 2000 i New York (Harlem) i New York, är en amerikansk professionell basketspelare (PF) som spelar för Cleveland Cavaliers i National Basketball Association (NBA).
Han blev aldrig NBA-draftad. Innan Tomlin blev proffs spelade han bland annat för Chipola Indians, Kansas State Wildcats och Memphis Tigers.